# Governo Ciucă
Il governo Ciucă è stato il ventiseiesimo esecutivo della Repubblica di Romania dopo la rivoluzione romena del 1989, il secondo della IX legislatura, nonché il primo del paese ad essere vincolato da un accordo di rotazione.

## Cronologia del mandato

### Incarico
Nell'ottobre 2021, in seguito alla sfiducia al governo Cîțu, si aprì una crisi politica per la definizione di una maggioranza in grado di sostenere un nuovo esecutivo.
In seguito a consultazioni con i partiti parlamentari, l'11 ottobre il presidente della Romania Klaus Iohannis incaricò il leader dell'Unione Salvate la Romania (USR), Dacian Cioloș, di formare un nuovo governo. Il primo ministro designato espresse la propria intenzione di ricostituire l'alleanza con Partito Nazionale Liberale (PNL) e Unione Democratica Magiara di Romania (UDMR) che aveva sostenuto il precedente governo, ma i negoziati tra le tre forze che ebbero il luogo il 13 ottobre si conclusero senza un accordo. Il 15 ottobre il leader del PNL Florin Cîțu ribadì che il PNL non avrebbe convalidato un governo con a capo Cioloș. Vista l'impossibilità di ricucire i rapporti tra i due partiti, Cioloș decise di presentarsi in parlamento per la fiducia a un governo monocolore di minoranza USR. Il risultato della votazione delle camere confermò la mancanza di una maggioranza a sostegno del presidente dell'USR, che il 20 ottobre ottenne 88 voti favorevoli e 184 contrari.
La bocciatura prolungò la crisi politica, mentre Cîțu si dimostrò disponibile ad intavolare discussioni con tutte le forze parlamentari, ad eccezione dell'AUR, per formare un governo composto dai soli rappresentanti del PNL con l'appoggio esterno degli altri partiti. Il nuovo giro di consultazioni con il capo di Stato del 21 ottobre portò alla designazione quale nuovo primo ministro di Nicolae Ciucă (PNL). Le trattative con il Partito Social Democratico (PSD) e l'USR, tuttavia, non portarono ad un'intesa per via del rifiuto delle due formazioni di sostenere esternamente un primo ministro del PNL senza partecipare al governo. Il 29 ottobre il PNL convalidò la lista dei ministri che Ciucă avrebbe sottoposto al parlamento per l'investitura del suo governo, ma il 1º novembre il premier designato rinunciò all'incarico per via dell'impossibilità di costituire una maggioranza parlamentare.
Tra il 3 e il 4 novembre la dirigenza del PNL incontrò nuovamente quelle di PSD e USR per confrontarsi sulla possibilità di formare un governo di coalizione. Il 4 novembre il capo di Stato dichiarò che avrebbe convocato nuove consultazioni solamente quando i partiti avrebbero potuto garantire la costituzione di una maggioranza stabile.
L'8 novembre l'ufficio politico nazionale del PNL deliberò con 48 voti a 22 l'avvio delle trattative con il PSD e l'UDMR, escludendo una nuova alleanza con l'USR. I negoziati iniziarono il giorno successivo. Dai primi accordi emerse l'ipotesi di un premier a rotazione tra PNL e PSD, ma entrambi i partiti provarono ad imporre un proprio rappresentante come primo ministro iniziale, elemento che rallentò le trattative. Il 18 novembre 2021 l'ufficio esecutivo del PNL indicò all'unanimità Nicolae Ciucă quale propria proposta per la posizione di primo ministro. I negoziati con il PSD, quindi, ripresero sotto la sua conduzione.
Il 22 novembre la direzione del PSD accettò la concessione al PNL del primo ministro per il primo periodo della durata di un anno e mezzo fino al 2023. Nella stessa giornata le delegazioni di PNL, PSD e UDMR si presentarono congiuntamente alle consultazioni convocate dal presidente Iohannis, mentre l'USR preferì rinunciare ai colloqui con il capo di Stato. Al termine degli incontri il presidente della Romania designò ancora una volta Nicolae Ciucă, premier concordato dai tre partiti della nuova maggioranza.
Il premier designato trasmise alle camere il programma e la squadra di governo il 23 novembre, mentre i ministri sostennero i colloqui con le commissioni parlamentari il giorno seguente. Nella mattina del 25 novembre i tre partiti della maggioranza e i parlamentari delle associazioni delle minoranze etniche firmarono il protocollo di collaborazione che definiva i criteri di funzionamento dell'alleanza, ribattezzata "Coalizione nazionale per la Romania".
Il governo Ciucă ricevette il voto di investitura da parte del parlamento il 25 novembre 2021 (318 favorevoli e 126 contrari) e prestò giuramento di fronte al presidente della Romania nel corso della stessa giornata.
Rispetto al governo precedente il nuovo esecutivo aveva due ministeri in più. Il PNL espresse nove ministri (di cui uno l'indipendente Bogdan Aurescu), oltre al premier, il PSD otto e l'UDMR tre. L'unica donna era Gabriela Firea. Dal governo Cîțu furono confermati otto ministri, cinque per il PNL (Dan Vîlceanu passò dall'economia ai progetti europei) e tre per l'UDMR.

### Inizio mandato
Dopo il giuramento del governo il presidente della Romania Iohannis indicò le priorità dell'esecutivo: «La crisi politica si è conclusa, ma le altre crisi no e neanche gli altri problemi sono scomparsi. La pandemia non si è conclusa. La crisi energetica non si è conclusa, prende nuove forme» e sull'alleanza commentò: «Nessuno immagina che sia stato facile riunire in una coalizione tra partiti che fino a ieri lottavano uno contro l'altro. È stato necessario superare l'orgoglio per trovare i punti comuni per arrivare al voto di fiducia di oggi».
Il 23 dicembre 2021 il parlamento approvò la legge di bilancio per il 2022 preparata dal governo. Il provvedimento prevedeva una crescita economica del 4,6% e un'inflazione annuale stimata al 6,5%.
A meno di un mese dall'assunzione dell'incarico, il 15 dicembre 2021 il ministro della ricerca Florin Roman presentò le proprie dimissioni in conseguenza di una serie di inchieste giornalistiche che mettevano in dubbio la veridicità delle informazioni sul suo curriculum. In sua sostituzione il PNL indicò ad interim Virgil Daniel Popescu e poi quale titolare Marcel Boloș.
Nel gennaio 2022 un'inchiesta giornalistica di Emilia Șercan su un presunto plagio della sua tesi di dottorato investì anche il primo ministro Ciucă, ma i procedimenti contro il premier furono bloccati in sede giudiziaria.

### Nuovi ministri dei fondi europei e dell'agricoltura
Nell'aprile 2022 il ministro per i progetti europei Dan Vîlceanu si dimise in segno di solidarietà con il presidente del PNL Florin Cîțu, obbligato a lasciare la leadership del partito su richiesta del suo ufficio esecutivo. Il 10 aprile il congresso del partito nominò il premier Nicolae Ciucă quale nuovo presidente del PNL.
Marcel Boloș assunse l'incarico ministeriale inizialmente ad interim e successivamente come ministro titolare. La posizione lasciata vacante al ministero della ricerca fu colmata il 3 maggio 2022 da Sebastian Burduja.
Nel giugno 2022 esplose uno scandalo intorno al ministro dell'agricoltura Adrian Chesnoiu, coinvolto in un'indagine della Direzione nazionale anticorruzione, che lo accusava di aver truccato un concorso. Decise perciò di dimettersi e sospendersi dal PSD. Sorin Grindeanu coprì temporanemante la posizione fino alla nomina di Petre Daea dell'8 luglio 2022

### Dimissioni di ministri nell'autunno 2022
Nel settembre 2022 la giornalista Emilia Șercan presentò un'inchiesta in cui dimostrava che il ministro dell'educazione Sorin Cîmpeanu si fosse attribuito la paternità di tredici capitoli di un corso monografico del 2006, che in realtà risultavano copiati da altre pubblicazioni. Pur negando le accuse, il 29 settembre rassegnò le proprie dimissioni. Fu sostituito da Ligia Deca.
Nel mese di ottobre l'opposizione presentò una mozione semplice contro il ministro degli interni Lucian Bode, ritenuto colpevole di aver assegnato senza bando un appalto di quasi 100 milioni di lei (pari a 20 milioni di euro) per l'acquisto di nuove vetture per la polizia. La mozione fu respinta in parlamento dalla maggioranza.
Il 24 ottobre 2022 il ministro della difesa Vasile Dîncu si dimise dal ruolo, lamentando l'impossibilità di collaborare con il capo di Stato Iohannis, che si era espresso negativamente su un'intervista rilasciata da Dîncu in cui dichiarava che era necessario negoziare un trattato di pace con la Russia nel contesto della crisi russo-ucraina. Lo stesso premier Ciucă lo sostituì ad interim fino alla nomina di Angel Tîlvăr il successivo 31 ottobre.

### Dimissioni del governo
Dopo aver annunciato, il 24 maggio 2023, l’intenzione di farlo in prossimità della scadenza concordata, il governo si è ufficialmente dimesso, in seguito a numerosi rinvii dovuti allo sciopero dei sindacati dell'istruzione, il 12 giugno 2023, al fine di permettere l’insediamento del nuovo Governo Ciolacu.

## Provvedimenti e dibattiti intrapresi

### Abolizione della Sezione speciale d'inchiesta per la giustizia
Tra le prime azioni, su iniziativa del ministro della giustizia Cătălin Predoiu, la coalizione riprese le procedure per l'abolizione della Sezione speciale d'inchiesta per la giustizia (SIIJ), sulla quale anche la Commissione europea si era espressa negativamente. Il progetto, pur promosso già nel 2019 dal governo Orban, non aveva fatto significativi passi in avanti negli anni successivi a causa di divergenze politiche.
Nel gennaio 2022 il guardasigilli presentò il proprio progetto che, però, fu criticato dall'opposizione. I leader dell'Unione Salvate la Romania lamentavano la mancanza del coinvolgimento di Direzione nazionale anticorruzione (DNA) e Direcția de Investigare a Infracțiunilor de Criminalitate Organizată și Terorism (DIICOT), che secondo l'opposizione erano le uniche procure specializzate in fatti di corruzione, e i criteri di selezione dei magistrati, che sarebbero stati scelti dall'assemblea del Consiglio superiore della magistratura (CSM) e non dalla sua sezione procuratori. Pur criticata dalla DNA e dalle associazioni della magistratura, il progetto ricevette il parere positivo del CSM.
La legge fu approvata dalla camera dei deputati il 21 febbraio e dal senato il 28 febbraio. Il presidente della Romania la promulgò l'11 marzo, dopo che la Corte costituzionale aveva rigettato i ricorsi presentati da USR e AUR.
La legge adottata dal parlamento prevedeva l'abolizione della sezione speciale, mentre le sue competenze erano trasferite alla procura generale e alle procure delle varie corti d'appello.
Il 22 marzo la Commissione di Venezia criticò parte dell'atto, poiché il provvedimento non risolveva le deficienze nelle indagini su eventuali fatti di corruzione commessi da rappresentanti della giustizia.

### Invasione russa dell'Ucraina

#### Misure interne
L'invasione russa dell'Ucraina del febbraio 2022 rallentò le attività del governo in tema di gestione della pandemia di COVID-19, crisi energetica e compimento dei punti del Piano nazionale di ripresa e resilienza. La conseguente crescita dei prezzi a livello globale spinse il governo a cercare rimedi di riequilibrio.
Nel mese di aprile il governo propose il pacchetto "Sostegno per la Romania" ("Sprijin pentru România") che, valutato 17,3 miliardi di lei (pari a 3,5 miliardi di euro), di cui 9 miliardi di fondi europei, prevedeva aiuti per le fasce vulnerabili e per la piccola e media impresa. Tra le misure si annoveravano la maggiorazione dei buoni pasto, voucher sociali mensili per i meno abbienti e i pensionati (categoria cui veniva riconosciuto anche un bonus una tantum di 700 lei) e la crescita delle allocazioni giornaliere per gli ospiti di orfanotrofi, ospizi e altre strutture assistenziali. La norma entrò in vigore il 1º luglio 2022.
Dopo anni di ritardi, il 18 maggio 2022 il parlamento varò la legge sulle estrazioni offshore nel Mar Nero (Legge 157/2022), il cui obiettivo era il raggiungimento dell'indipendenza energetica dalla Russia. In base al provvedimento lo Stato avrebbe ottenuto il 60% dei proventi dallo sfruttamento dei giacimenti di gas, mentre il restante 40% sarebbe andato agli investitori (OMV e Romgaz). Il fabbisogno energetico della Romania era prioritario, mentre solamente il surplus sarebbe stato esportato. Fu inoltre modificato il sistema di tassazione per gli operatori, che fu esteso anche alle piattaforme di estrazione terrestri, oltre che a quelle in mare. Il primo ministro dichiarò «Alla fine del mese di giugno avremo la prima molecola di gas estratta dal Mar Nero. Non più tardi della fine del 2026 o dell'inizio del 2027 avremo le risorse necessarie per assicurare l'indipendenza occorrente all'economia rumena, per il consumo pubblico».
Al fianco delle misure di sostegno alle aziende colpite dalla crisi dovuta alla guerra stabilite dalla Commissione europea (con finanziamenti tra 35.000 e 400.000 euro), nel maggio 2022 il governo prolungò al 31 dicembre 2022 il programma di aiuti varato durante la pandemia di COVID-19 relativo allo strumento della cassa integrazione e alla riduzione dell'orario lavorativo dei dipendenti.
Nel mese di giugno 2022 fu introdotta una compensazione pubblica di 50 bani (circa 10 centesimi di euro) al litro sui carburanti, che rimase in vigore fino al 31 dicembre 2022. Nel 2023 il governo ridusse le accise di circa 20 bani (intorno ai 5 centesimi di euro).
Nel luglio 2022 Ciucă presentò un bilancio relativo ai primi sei mesi di governo in cui si dichiarava soddisfatto del lavoro di tutti i suoi ministri. Nei primi sei mesi del 2022 tuttavia era stato realizzato solo un quarto del totale di investimenti promessi per tutto l'anno. Tra i problemi reclamati dai costruttori che avevano contratti con lo Stato vi era la crescita dei prezzi. Secondo l'Istituto nazionale di statistica l'inflazione annuale nel mese di luglio toccò il 15%, con un apice del 16,8% nel mese di novembre 2022. Per stemperare l'inflazione la Banca nazionale della Romania applicò una politica di costante rialzo dei tassi, fino a raggiungere il 6,75% alla fine del 2022 e il 7% nel gennaio 2023.

#### Sostegno diplomatico e umanitario
All'avvio delle operazioni militari in Ucraina il presidente della Romania convocò il Consiglio Supremo di Difesa del Paese e condannò la Russia per l'aggressione, al fianco degli alleati NATO. Il premier Ciucă ne condivise le posizioni, mostrando la propria solidarietà ai partner di NATO e Unione europea per il sostegno all'Ucraina. Il governo creò una task force per la gestione della crisi, guidata dal capo della cancelleria del primo ministro.
Tra i primi provvedimenti furono semplificate le procedure per l'attraversamento della frontiera da parte dei rifugiati, cui fu consentito l'accesso in Romania sulla base dei soli documenti d'identità o di richieste d'asilo.
Nel marzo 2022 fu varato il programma 50/20, tramite il quale lo Stato corrispondeva a locatori e fornitori di servizi 50 lei al giorno per rifugiato per gli affitti e 20 lei al giorno per i pasti. Dopo un anno il piano aveva avuto un costo di 106 milioni di euro (350.000 euro al giorno). Nel marzo 2023 il governo provvide alla sua modifica, riconoscendo un bonus mensile di 2.000 lei a famiglia per i rifugiati che avevano trovato un posto di lavoro o avevano iscritto i propri figli a scuola. La vecchia modalità 50/20 rimase in vigore per le fasce deboli, gli studenti e i pensionati.
Il 26 luglio 2022 il governo lanciò il Piano nazionale per le misure di integrazione dei rifugiati, che coinvolse sei ministeri e portò alla modifica di venti leggi per facilitare l'integrazione degli ucraini a medio e lungo termine.
Secondo i dati del ministero delle finanze e di diverse organizzazioni non governative, all'inizio del 2023 la Romania aveva speso per i programmi di accoglienza circa 565 milioni di euro, dei quali 200 milioni provenienti dalle agenzie delle Nazioni Unite. Tra il 2022 e il 2023 attraversarono il confine rumeno 3,5 milioni di ucraini, 100.000 si stabilirono temporaneamente nel paese e 5.800 vi trovarono un'occupazione.
Sul piano degli aiuti militari il governo non comunicò l'invio di alcun materiale bellico, decidendo di non rendere pubblici tali dati. Nel dicembre 2022 il Capo di stato maggiore generale delle Forze armate russe, Valerij Vasil'evič Gerasimov, riteneva che la Romania fosse tra i primi quattro fornitori di armamenti all'esercito ucraino, dopo Stati Uniti, Regno Unito e Polonia.

### Modifiche al codice di procedura fiscale
Il 15 luglio 2022 il governo emanò un'ordinanza (OG 16/2022) che modificava numerosi punti del codice di procedura fiscale. Tra le novità applicate a partire dal 1º agosto 2022 crescevano le tasse su sigarette, alcolici e gioco d'azzardo. Fu abbassata la soglia per gli sgravi fiscali riconosciuti alle società del comparto alimentare e delle costruzioni e modificata la tassazione dei contratti part-time. L'ultimo punto generava un'imposizione supplementare rispetto a quella riservata per i lavoratori a tempo pieno e perciò fu criticata dall'opposizione e da parte di alcuni imprenditori.
La maggior parte delle variazioni dell'OG 16/2022 entrò in vigore il 1º gennaio 2023. Tra queste:
- La revoca del regime di tassazione speciale per le società del settore Horeca.
- L'aumento delle imposte sui dividendi dal 5% all'8%.
- La riduzione dei massimali sui redditi per alcune imposte accessorie per i ricavi realizzati da attività indipendenti, partite IVA, imprese individuali e altre forme di reddito diverse dal lavoro dipendente.
- L'obbligo per le microimprese di avere almeno un dipendente. L'imposta sul reddito per questa categoria passò dal 3% all'1% del fatturato.
- La tassazione al 16% dell'utile per le società senza dipendenti.
- La diminuzione della soglia per la definizione di microimpresa da 1 milione di euro a 500.000 euro.
- L'obbligatorietà del POS per le aziende con un fatturato annuale superiore a 50.000 lei (circa 10.000 euro).
- Un nuovo metodo di calcolo per le imposte sugli affitti, con l'abrogazione della quota di sgravio forfettario del 40% e l'introduzione di un'unica quota del 10% sul reddito lordo, oltre a disporre l'obbligo di registrazione dei contratti presso gli organi fiscali.
- Riduzione delle imposte sui redditi per le transazioni in borsa dal 10% al 3%.

In base alle previsioni dell'ordinanza lo Stato si aspettava di incassare 1,2 miliardi di lei in più nel 2022 e 10,5 miliardi nel 2023, cioè una cifra tra l'1% e il 2% del PIL.
Nell'agosto 2022 il primo ministro autorizzò i primi piani di finanziamento previsti dal programma per lo sviluppo delle infrastrutture locali "Anghel Saligny", approvato dal precedente governo e valutato 10 miliardi di euro.

### Dibattito sull'energia, le pensioni e la giustizia
Nell'autunno 2022 sorsero dei contrasti fra gli alleati di governo sulla realizzazione di alcuni provvedimenti. Il capo del PSD Marcel Ciolacu arrivò a criticare pubblicamente il ministro Virgil Daniel Popescu per il presunto immobilismo nell'introduzione di misure di sostegno alla popolazione contro il caro energia. Il 9 novembre i partner di governo raggiunsero un compromesso, determinando tre livelli tariffari in base al consumo per gli utenti privati, due per quelli commerciali e uno speciale per le istituzioni pubbliche. Il mercato energetico sarebbe stato calmierato in proporzione dell'80%, mentre il restante 20% sarebbe stato libero per le transazioni in borsa. L'ordinanza, i cui effetti sarebbero stati validi fino al 2025, fu convalidata dal parlamento il 23 novembre.
Nel mese di dicembre venne presentata una nuova tassa di solidarietà per i produttori di petrolio e gas e per le raffinerie, i cui proventi sarebbero stati indirizzati a misure di sostegno per i consumatori e per progetti di sviluppo nel campo energetico. Il governo varò anche un piano per la compensazione delle bollette per le famiglie a rischio. La misura, in vigore nel 2023, prevedeva l'emissione di un voucher per l'energia del valore di 1.400 lei da corrispondere in due tranche. Gli analisti calcolavano una platea di 3,9 milioni di persone e un fondo di 4 miliardi di lei (800 milioni di euro) finanziato dall'Unione europea.
Un altro argomento di confronto fu quello sulle pensioni, il cui dibattito si concluse il 21 novembre, quando gli alleati concordarono un aumento del 12,5% a partire dal 2023, con un impatto sul bilancio stimato sui 17,5 miliardi di lei (3,5 miliardi di euro). Fu stabilita inoltre l'attribuzione di un bonus da corrispondere due volte l'anno ai pensionati a basso reddito.
Nel mese di agosto il governo adottò un piano per la modifica di tre leggi in tema di giustizia: la legge sullo statuto dei giudici e dei procuratori, la legge sull'organizzazione giudiziaria e la legge sul Consiglio superiore della magistratura. Pur criticate dalla società civile, i tre provvedimenti furono approvati da una commissione parlamentare comune costituita appositamente per la loro analisi, presieduta da Gabriel Andronache (PNL). Alla fine di settembre il commissario europeo per la giustizia, Didier Reynders, si appellò al parlamento rumeno perché attendesse il parere della Commissione di Venezia prima di procedere al voto. Le camere però diedero il proprio parere favorevole il 17 ottobre, mentre l'opposizione si rivolse alla Corte costituzionale, che ne bocciò il reclamo il 9 novembre. Il 15 novembre il presidente Iohannis procedette alla promulgazione, affermando di non aspettarsi novità fondamentali da parte degli esperti della Commissione di Venezia rispetto alle relazioni emesse negli anni precedenti. Il rapporto della Commissione divulgato a fine novembre ne criticò alcuni punti, oltre alla rapidità del processo di pubblicazione, ma in generale riconobbe vari aspetti positivi.
Nell'ottobre 2022 il parlamento approvò anche la legge per la non candidabilità in funzioni pubbliche elettive a persone già condannate per fatti puniti dal codice penale.
Tra il dicembre 2021 e il gennaio 2022 la Romania ottenne i primi 3,7 miliardi di euro di prefinanziamento del PNRR. Il 27 ottobre 2022 ricevette la prima tranche da 2,6 miliardi di euro relativa alla domanda inoltrata nel maggio 2021 dal precedente governo, giungendo ad un totale di 6,3 miliardi di sovvenzioni nel quadro del progetto ideato dalla Commissione europea.

### Consiglio Giustizia e Affari interni del dicembre 2022
Il 22 novembre 2022 la Commissione europea abolì il sistema di monitoraggio del Meccanismo di cooperazione e verifica, che era in vigore dall'adesione della Romania all'Unione del 2007. Le autorità di Bruxelles quindi mantennero quale strumento di sorveglianza quello dei rapporti annuali sullo stato di diritto, che erano redatti per tutti i paesi membri. Alcuni osservatori ritenevano l'abolizione del MCV collegata all'ammissione del paese nell'area Schengen, argomento in dibattito in seno al Consiglio dell'Unione europea.
La presidenza di turno del Consiglio, detenuta dalla Repubblica Ceca, il 9 novembre 2022 inviò al Comitato dei rappresentanti permanenti un rapporto informativo, che fu dibattuto il 15 novembre nel corso dell'incontro preliminare del Consiglio Giustizia e Affari interni. Il 23 novembre una missione diplomatica composta dai rappresentanti di vari paesi europei fornì il proprio parere positivo, che si aggiunse a quelli noti di Parlamento europeo e Commissione, che consideravano Romania e Bulgaria pronte dal punto di vista tecnico già nel 2011.
Il Consiglio Giustizia e Affari interni si riunì nuovamente l'8 e 9 dicembre. In tale sede, mentre tutti i paesi accettarono la richiesta della Croazia, l'Austria esercitò il proprio diritto di veto contro Romania e Bulgaria, mentre i Paesi Bassi si opposero alla sola Bulgaria. Il cancelliere Karl Nehammer lamentò un problema generale di immigrazione sulla rotta balcanica, sottolineando che nel 2022 il paese aveva avuto 100.000 ingressi clandestini dei quali 75.000 di cittadini non registrati in nessun altro stato UE, situazione paradossale, poiché l'Austria confina solamente con altri stati membri. Le autorità austriache perciò invocarono un processo generale di revisione del sistema di immigrazione nell'Unione prima di ammettere nuovi membri nello spazio Schengen. Il ministero degli esteri rumeno contestò le cifre fornite da Vienna, convocando l'ambasciatrice austriaca a Bucarest per chiarimenti.
In seguito alla decisione il 12 dicembre l'opposizione preparò una nuova mozione semplice contro il ministro degli interni Lucian Bode, che però fu bloccata dalla maggioranza. La terza mozione contro Bode fu presentata nel febbraio 2023, quando la commissione etica dell'Università Babeș-Bolyai dimostrò che parte della sua tesi di dottorato risultava plagiata. Il voto parlamentare la respinse.

### Provvedimenti di fine 2022
Nel novembre 2022 il primo ministro presentò un resoconto sul primo anno di governo, sottolineando i successi del pacchetto "Sostegno per la Romania" e del volume degli investimenti esteri pari a 10 miliardi di euro, cui si aggiungevano 90 miliardi di lei (18 miliardi di euro) di risorse interne.
Il 29 novembre il governo emanò una maxi ordinanza (la cosiddetta "Ordonanța trenuleț", OUG 168/2022) che decretava gli aumenti pensionistici del 12,5% e quelli salariali per i dipendenti del settore pubblico del 10% a partire dal 1º gennaio 2023. Tra le altre norme il salario minimo cresceva a 3.000 lei lordi di cui 200 lei esentasse. Il salario minimo nel settore edile passava a 4.000 lei lordi. Fu abbassata la soglia per l'IVA privilegiata al 5% per l'acquisto di unità abitative, che diminuiva da 700.000 euro a 600.000 euro, valida per l'acquisizione di una sola casa per persona. La legge 376/2022 introdusse a partire dal 2023 un regime imponibile per le mance.
Il 14 dicembre 2022 il parlamento approvò la legge di bilancio per il 2023, ipotizzando una crescita del 2,8%, un deficit di bilancio al 4,4% del PIL, e un'inflazione annua al 9,6%.
Il 28 dicembre 2022 governo presentò un piano di modifica del codice penale che, secondo il ministro della giustizia Predoiu, armonizzava il testo a quarantasei sentenze della Corte costituzionale che non erano ancora state recepite. Tali provvedimenti erano previsti dal memorandum per il PNRR da completare entro il 31 marzo dell'anno successivo.

### Legge sulle pensioni speciali
Il 28 dicembre 2022 il consiglio dei ministri approvò il disegno di legge per la riduzione delle pensioni speciali, propedeutica all'accesso a una nuova tranche del PNRR da 3 miliardi di euro. Il progetto impattava i trattamenti previdenziali di sei categorie che percepivano pensioni a regime speciale (due nel campo della giustizia, uno per i navigatori, la corte dei conti, il personale diplomatico e l'ambito militare). Secondo i dati del governo nell'area della difesa e degli interni vi erano 180.000 percettori di pensioni speciali, mentre erano 10.000 negli altri settori. L'impatto annuale era di 12 miliardi di lei (2,4 miliardi di euro).
La Commissione europea chiedeva tagli in modo da avvicinare tali trattamenti al principio contributivo. Al termine di un lungo confronto il 27 marzo 2023 gli alleati di governo approvarono vari emendamenti:
- Tassazione progressiva fino al 15% sulla parte non contributiva delle pensioni (a fronte del 30% richiesto da Bruxelles).
- Divieto del cumulo di pensioni speciali.
- Eliminazione di cinque tipologie di indennizzi dalle pensioni militari.
- Limitazione del valore delle pensioni al reddito netto del periodo di attività professionale senza possibilità di superarlo.
- Indicizzazione annuale delle pensioni all'inflazione e non agli stipendi attuali.

Mentre il dibattito fu intenso, il progetto di legge fu criticato dai rappresentanti delle categorie professionali colpite dal provvedimento, specialmente da parte dei sindacati dei militari e della polizia penitenziaria. Secondo i calcoli del ministero del lavoro e della Cassa delle pensioni vi sarebbero state riduzioni fino all'81% delle pensioni di servizio.
La legge fu approvata definitivamente dal senato il 29 marzo 2023.
La misura però non fu ritenuta sufficiente dalla Commissione europea per compiere i requisiti del PNRR, a causa del limitato risparmio, della mancanza di sostenibilità fiscale e di equità con altre categorie. Il governo ricorse quindi alla presentazione di nuovi emendamenti per allineare la legislazione alle richieste della Commissione, ma non riuscì ad approvarli prima della fine del proprio mandato.

### Riforma dell'istruzione
Seppur lanciata dal presidente Iohannis già nel suo primo mandato, il percorso della riforma dell'istruzione ribattezzata "România Educată" subì rallentamenti continui. Nel giugno 2021 il ministro Câmpeanu aveva realizzato una proposta che però fu criticata anche dal PSD. Il suo successore, Ligia Deca, all'inizio del 2023 presentò il progetto elaborato dal suo ministero, che fu approvato dal consiglio dei ministri il 29 marzo 2023. Il pacchetto, composto da due leggi, quella sull'istruzione preuniversitaria e quella sull'istruzione superiore, passò al parlamento per dibattito. Il senato le approvò il 22 maggio. I ricorsi alla Corte costituzionale avanzati da USR e FD furono respinti, mentre il presidente Iohannis le promulgò il 4 luglio 2023.
Tra le misure previste dalle leggi 198/2023 e 199/2023:
- La possibilità di espellere gli alunni.
- La possibilità data ai professori di confiscare i cellulari agli studenti.
- L'introduzione della religione tra le possibili prove a scelta dell'esame di maturità.
- L'introduzione dell'esame di ammissione al liceo per il 50% dei posti disponibili a partire dal 2028.
- La creazione di un programma speciale per gli studenti con figli.
- Il limite di due mandati di 5 anni per i rettori.
- Sovvenzioni al trasporto per personale e studenti.

A fine maggio 2023 entrarono in sciopero generale i sindacati dei professori, costringendo il premier a interrompere il processo di dimissioni per l'attuazione dell'accordo di rotazione tra PNL e PSD. Al termine delle concertazioni con le sigle sindacali, il 12 giugno 2023 il governo emanò un'ordinanza d'urgenza che prevedeva un aumento immediato dei salari del 25% dei docenti e successive crescite scaglionate.

## Sostegno parlamentare
Il governo Ciucă era sostenuto da una coalizione formata da Partito Nazionale Liberale (centro-destra), Partito Social Democratico (centro-sinistra) e Unione Democratica Magiara di Romania (regionalisti). Al momento dell'investitura la maggioranza disponeva di 210 deputati su 330 (pari al 63,33% dei seggi alla camera dei deputati della Romania) e di 94 senatori su 136 (pari al 69,11% dei seggi al senato della Romania).
Al momento del voto di fiducia del 25 novembre 2021, il sostegno parlamentare al governo si poteva riassumere come segue:
| Camera              | Collocazione | Partiti                                                                | Seggi     |
| ------------------- | ------------ | ---------------------------------------------------------------------- | --------- |
| Camera dei deputati | Maggioranza  | PSD (110), PNL (79), UDMR (21)                                         | 210 / 330 |
| Camera dei deputati | Opposizione  | USR (43), AUR (32), Minoranze etniche (18), FD (14), Indipendenti (13) | 120 / 330 |
| Senato              | Maggioranza  | PSD (47), PNL (38), UDMR (9)                                           | 94 / 136  |
| Senato              | Opposizione  | USR (22), AUR (13), FD (3), Indipendenti (4)                           | 42 / 136  |

## Composizione
| Carica                                                              | Titolare                                                                    | Titolare                                              | Partito |
| ------------------------------------------------------------------- | --------------------------------------------------------------------------- | ----------------------------------------------------- | ------- |
| Primo ministro                                                      |                                                                             | Nicolae Ciucă                                         | PNL     |
| Vice Primo ministro                                                 |                                                                             | Hunor Kelemen                                         | UDMR    |
| Vice Primo ministro; Ministro dei trasporti e delle infrastrutture  |                                                                             | Sorin Grindeanu                                       | PSD     |
| Ministro dell'educazione                                            |                                                                             | Sorin Cîmpeanu (fino al 29 settembre 2022)            | PNL     |
| Ministro dell'educazione                                            | Sebastian Burduja (ad interim; dal 30 settembre al 2 ottobre 2022)          |                                                       | PNL     |
| Ministro dell'educazione                                            | Ligia Deca (dal 3 ottobre 2022)                                             |                                                       | PNL     |
| Ministro della ricerca, dell'innovazione e della digitalizzazione   |                                                                             | Florin Roman (fino al 15 dicembre 2021)               | PNL     |
| Ministro della ricerca, dell'innovazione e della digitalizzazione   | Virgil Daniel Popescu (ad interim; dal 15 dicembre 2021 al 28 gennaio 2022) |                                                       | PNL     |
| Ministro della ricerca, dell'innovazione e della digitalizzazione   | Marcel Boloș (dal 28 gennaio 2022 al 3 maggio 2022)                         |                                                       | PNL     |
| Ministro della ricerca, dell'innovazione e della digitalizzazione   | Sebastian Burduja (dal 3 maggio 2022)                                       |                                                       | PNL     |
| Ministro dell'economia                                              |                                                                             | Florin Spătaru                                        | PSD     |
| Ministro degli affari esteri                                        |                                                                             | Bogdan Aurescu                                        | Ind.    |
| Ministro degli affari interni                                       |                                                                             | Lucian Bode                                           | PNL     |
| Ministro della difesa nazionale                                     |                                                                             | Vasile Dîncu (fino al 24 ottobre 2022)                | PSD     |
| Ministro della difesa nazionale                                     |                                                                             | Nicolae Ciucă (ad interim; dal 25 al 31 ottobre 2022) | PNL     |
| Ministro della difesa nazionale                                     |                                                                             | Angel Tîlvăr (dal 31 ottobre 2022)                    | PSD     |
| Ministro delle finanze                                              |                                                                             | Adrian Câciu                                          | PSD     |
| Ministro del lavoro e della solidarietà sociale                     |                                                                             | Marius Budăi                                          | PSD     |
| Ministro della famiglia, della gioventù e delle pari opportunità    |                                                                             | Gabriela Firea                                        | PSD     |
| Ministro dello sviluppo, dei lavori pubblici e dell'amministrazione |                                                                             | Cseke Attila                                          | UDMR    |
| Ministro dell'ambiente, delle acque e delle foreste                 |                                                                             | Tánczos Barna                                         | UDMR    |
| Ministro della giustizia                                            |                                                                             | Cătălin Predoiu                                       | PNL     |
| Ministro dell'agricoltura e dello sviluppo rurale                   |                                                                             | Adrian Chesnoiu (fino al 23 giugno 2022)              | PSD     |
| Ministro dell'agricoltura e dello sviluppo rurale                   | Sorin Grindeanu (ad interim; dal 24 giugno all'8 luglio 2022)               |                                                       | PSD     |
| Ministro dell'agricoltura e dello sviluppo rurale                   | Petre Daea (dall'8 luglio 2022)                                             |                                                       | PSD     |
| Ministro della salute                                               |                                                                             | Alexandru Rafila                                      | PSD     |
| Ministro della cultura                                              |                                                                             | Lucian Romașcanu                                      | PSD     |
| Ministro dello sport                                                |                                                                             | Novak Eduard                                          | UDMR    |
| Ministro degli investimenti e dei progetti europei                  |                                                                             | Dan Vîlceanu (fino al 7 aprile 2022)                  | PNL     |
| Ministro degli investimenti e dei progetti europei                  | Marcel Boloș (ad interim dal 7 aprile al 3 maggio 2022; poi titolare)       |                                                       | PNL     |
| Ministro dell'energia                                               |                                                                             | Virgil Daniel Popescu                                 | PNL     |
| Ministro dell'imprenditoria e del turismo                           |                                                                             | Constantin Cadariu                                    | PNL     |
| Segretario generale del Governo                                     |                                                                             | Marian Neacșu                                         | PSD     |